# Al-Haaqqa
Al-Haaqqa "a realidade" (em árabe:سورة الحاقة) é a 69ª sura do Alcorão com 52 ayats.